# کلروفیلین
کلروفیلین (به انگلیسی: Chlorophyllin) با فرمول شیمیایی C34H31CuN4Na3O6 یک ترکیب شیمیایی با شناسه پاب‌کم ۵۴۷۹۴۹۴ است. که جرم مولی آن ۷۲۴٫۱۵ گرم بر مول است.